# Världsspardagen
Världsspardagen infaller 31 oktober och utropades 1924 av den första internationella sparbankskongressen. Världsspardagen presenteras i Svensk Läraretidning den 8 november 1933 på följande sätt av bankkamrer J. H. Jönsson:
”. . . Avsikten med Världsspardagen, vars inrättande beslutades vid ett internationellt sparbanksmöte i Milano den 31 oktober 1924, är icke att vi just denna dag skulle kunna spara mera än eljest. Dagen skall istället giva oss en maning till eftertanke, hur vi förvaltar vårt pund. . ."
I en underrubrik till citerad artikel fastslås, att snålhet och girighet är sparsamhetens värsta fiender.